# Municipio de Alger
El municipio de Alger (en inglés, Alger Township) es un municipio del condado de Mountrail, Dakota del Norte, Estados Unidos. Tiene una población estimada, a mediados de 2022, de 62 habitantes.
Abarca una zona exclusivamente rural.

## Geografía
Está ubicado en las coordenadas 48°14′12″N 102°29′37″O / 48.23667, -102.49361 (48.236797, -102.493519). Según la Oficina del Censo de los Estados Unidos, tiene una superficie total de 92.84 km², de la cual 91.65 km² corresponden a tierra firme y 1.19 km² están cubiertos de agua.

## Demografía
Según el censo de 2020, en ese momento había 50 personas residiendo en la zona. La densidad de población era de 0.55 hab./km². El 96.00 % de los habitantes eran blancos y el 4.00 % eran de una mezcla de razas. Del total de la población, el 4.00 % eran hispanos o latinos de cualquier raza.